# Kanton La Jarrie
Der Kanton La Jarrie ist seit 1790 ein französischer Kanton im Département Charente-Maritime und in der Region Nouvelle-Aquitaine. Er umfasst 14 Gemeinden aus den Arrondissements La Rochelle und Rochefort. Im Rahmen der landesweiten Neuordnung der französischen Kantone wurde er im Frühjahr 2015 leicht verändert.

## Gemeinden
Der Kanton besteht aus 14 Gemeinden mit insgesamt 27.878 Einwohnern (Stand: 1. Januar 2022) auf einer Gesamtfläche von 155,57 km²:
| Gemeinde             | Einwohner 1. Januar 2022 | Fläche km² | Dichte Einw./km² | Code INSEE | Postleitzahl | Arrondissement |
| -------------------- | ------------------------ | ---------- | ---------------- | ---------- | ------------ | -------------- |
| Anais                | 318                      | 9,44       | 34               | 17007      | 17540        | Rochefort      |
| Bouhet               | 910                      | 15,20      | 60               | 17057      | 17540        | Rochefort      |
| Bourgneuf            | 1.441                    | 2,68       | 538              | 17059      | 17220        | La Rochelle    |
| Clavette             | 1.423                    | 6,29       | 226              | 17109      | 17220        | La Rochelle    |
| Croix-Chapeau        | 1.377                    | 4,83       | 285              | 17136      | 17220        | La Rochelle    |
| La Jarne             | 2.591                    | 8,42       | 308              | 17193      | 17220        | La Rochelle    |
| La Jarrie            | 3.447                    | 9,45       | 365              | 17194      | 17220        | La Rochelle    |
| Montroy              | 940                      | 3,99       | 236              | 17245      | 17220        | La Rochelle    |
| Saint-Christophe     | 1.405                    | 13,64      | 103              | 17315      | 17220        | La Rochelle    |
| Sainte-Soulle        | 5.016                    | 21,82      | 230              | 17407      | 17220        | La Rochelle    |
| Saint-Médard-d’Aunis | 2.367                    | 22,53      | 105              | 17373      | 17220        | La Rochelle    |
| Saint-Rogatien       | 2.394                    | 5,19       | 461              | 17391      | 17220        | La Rochelle    |
| Thairé               | 1.874                    | 18,74      | 100              | 17443      | 17290        | La Rochelle    |
| Vérines              | 2.375                    | 13,35      | 178              | 17466      | 17540        | La Rochelle    |
| Kanton La Jarrie     | 27.878                   | 155,57     | 179              | 1706       | –            | –              |

Mit den landesweiten Wahlkreisreformen 2015 wechselten die Gemeinden Bouhet und Thairé in den Kanton, die Gemeinden Saint-Vivien und Salles-sur-Mer wechselten dagegen zum Kanton Châtelaillon-Plage. Der ursprüngliche Kanton umfasste eine Fläche von 143,93 km2. Er besaß vor der Reform einen anderen INSEE-Code als heute, nämlich 1710.

## Politik
| Vertreter im Departementrat | Vertreter im Departementrat | Vertreter im Departementrat |
| Amtszeit                    | Namen                       | Partei                      |
| --------------------------- | --------------------------- | --------------------------- |
| 2015–                       | David Baudon Line Lafougere | DVG                         |